# MEGA MAX
MEGA MAX（メガ・マックス）は文化放送でHYPER DANCE CHARTのあとを継ぎ、1997年4月から2001年9月まで放送されていたラジオ番組である。
パーソナリティーは沖縄県出身の女性アーティスト、MAX。
文化放送では古本新之輔 ちゃぱらすかWOO!内の月 - 木曜の22:50頃から10分間の帯番組だった。
また、全国のNRN系列でも内容を30分にまとめ、金曜24:00 - 24:30に放送された（番組後期は1時間に拡大し、25:00まで放送された）。
全国向けの内容は前半はリスナーからのメッセージの紹介とリクエスト。後半はMAXの楽曲メドレー。

## ネット局
- 青森放送
- 秋田放送
- IBC岩手放送
- 山形放送
- ラジオ福島
- 新潟放送
- 信越放送
- 山梨放送
- 北日本放送
- 北陸放送
- 福井放送
- 山陽放送
- 山陰放送
- 山口放送
- 西日本放送
- 四国放送
- 南海放送（途中で打切り）
- 高知放送
- 大分放送
- 長崎放送
- NBCラジオ佐賀
- 熊本放送
- 宮崎放送

| NRN 金曜24時枠    | NRN 金曜24時枠 | NRN 金曜24時枠                      |
| 前番組            | 番組名         | 次番組                              |
| ----------------- | -------------- | ----------------------------------- |
| HYPER DANCE CHART | MEGA MAX       | 嵐・相葉雅紀の LIPSアラシリミックス |

| スタブアイコン | サブスタブ | この項目は、まだ閲覧者の調べものの参照としては役立たない、ラジオ番組に関連した書きかけの項目です。この項目を加筆・訂正などしてくださる協力者を求めています（P:ラジオ/PJ:放送番組）。 |